# الدوري الجنوبي لكرة القدم 2010–11
الدوري الجنوبي لكرة القدم 2010–11 (بالإنجليزية: 2010–11 Southern Football League)‏ هو موسم من الدوري الجنوبي الممتاز. كان عدد الأندية المشاركة فيه 65، وفاز فيه نادي هدنسفورد تاون.